# La ilusión del palo de hockey: Climategate y la corrupción de la ciencia
La ilusión del palo de hockey: Climategate y la corrupción de la ciencia es un libro escrito por Andrew Montford y publicado por Stacey International en 2010, que promueve la Negación del cambio climático.
Montford, un contador y científico editor que pública un blog llamado "Bishop Hill", escribe sobre el "gráfico de palo de hockey" de las temperaturas globales durante los últimos 1000 años.

## Fondo
Según Montford, en 2005 siguió un enlace de un blog político británico al sitio web Climate Audit. Mientras examinaba el sitio, Montford notó que los nuevos lectores a menudo preguntaban si había una introducción al sitio y la historia de la controversia sobre el palo de hockey. En 2008, después de que se hiciera pública la historia de la "supuesta" réplica del palo de hockey de Caspar Ammann, Montford escribió su propio resumen de la controversia.
Montford publicó el resumen en su blog de Bishop Hill y lo llamó "Gaspar y el periódico de Jesús". Montford afirma que la palabra de su artículo hizo que el tráfico a su blog aumentara de varios cientos de visitas al día a 30.000 en solo tres días. Montford agrega que también hubo un intento de utilizar su artículo como fuente en Wikipedia. Después de que Montford vio el gráfico del palo de hockey utilizado en un manuscrito de un libro de ciencia que estaba revisando, decidió expandir su artículo en forma de libro.

## Sinopsis

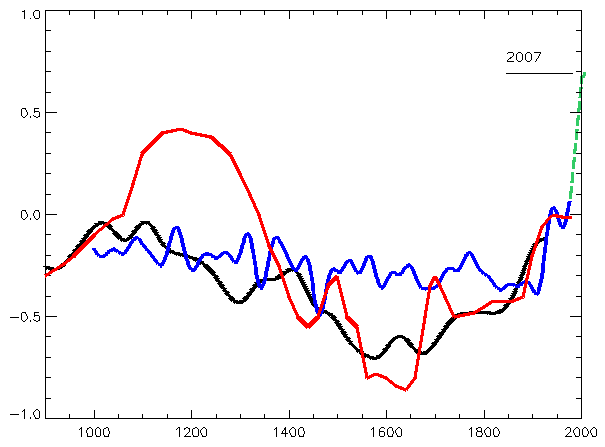
Primer informe de evaluación del IPCC Figura 7.1.c (rojo) basado en Lamb 1965 que muestra las temperaturas del centro de Inglaterra; las temperaturas del centro de Inglaterra hasta 2007 se muestran en Jones et al. 2009 (línea discontinua verde). Las altas temperaturas medievales contrastan con el "palo de hockey" MBH99 promedio de 40 años (azul, se omiten las incertidumbres) y Moberg et al. 2005 señal de baja frecuencia (negro).

La ilusión del palo de hockey  describe en primer lugar una breve historia de la ciencia del cambio climático con especial énfasis en la descripción del Período "Cálido Medieval" en el primer informe de IPCC en 1990, con la inclusión de un esquema basado en las temperaturas del centro de Inglaterra que Montford describe como una representación del conocimiento común en ese momento. Luego argumenta que la necesidad de revertir este "paradigma bien arraigado" fue satisfecha por la publicación de 1998 de Michael E. Mann, Raymond S. Bradley y Malcolm K. Hughes 'de su "gráfico de palo de hockey" en   Nature . El libro describe cómo  Steve McIntyre se interesó por primera vez en el gráfico en 2002 y las dificultades que encontró al replicar los resultados de "MBH98" (el estudio original de 1998) utilizando conjuntos de datos disponibles y otros datos que Mann proporcionó él a petición. Detalla la publicación de un artículo de McIntyre y Ross McKitrick en 2003 que criticaba a MBH98, y sigue con las refutaciones de Mann y sus asociados. El libro relata las reacciones a la disputa sobre el gráfico, incluidas las investigaciones de la Academia Nacional de Ciencias y Edward Wegman y las audiencias celebradas sobre el gráfico ante el Subcomité de Supervisión e Investigaciones de Energía de la Cámara de los Estados Unidos. Se describen los esfuerzos realizados por otros científicos para verificar el trabajo de Mann y las respuestas de McIntyre y otros a esos esfuerzos.
El último capítulo del libro trata de lo que el libro llama  "Climategate". Aquí, el autor compara varios correos electrónicos con la evidencia que presenta en "La ilusión del palo de hockey". Montford se centra en los correos electrónicos relacionados con el proceso revisión por pares y cómo estos se relacionan con los esfuerzos de Stephen McIntyre para obtener los datos y la metodología de los trabajos publicados de Mann y otros paleoclimatólogos '.

## Recepción
Montford se había propuesto proporcionar una explicación más detallada que las cartillas que Ross McKitrick había escrito describiendo el caso que él y McIntyre habían producido contra las reconstrucciones climáticas de MBH, y cuando McKitrick contribuyó a una compilación de 2014 publicada por el grupo de expertos de Asuntos Públicos, abrió con una frase que decía que "el mejor lugar para empezar a aprender sobre el palo de hockey es el magnífico libro de Andrew Montford". Matt Ridley lo discutió en The Spectator, y en la revista Prospect la revista dijo que el libro estaba "escrito con gracia y estilo" y merecía ganar premios, mientras admitía que tenía intereses económicos en la minería del carbón.

## Ver además
- Climagate
- Período cálido medieval
- Controversia sobre el calentamiento global